# 卡门·波罗
玛莉亚·德·卡门·波罗·伊·谢拉·马丁内斯-巴尔德斯，第一代梅拉斯領主，西班牙元勛（西班牙語：María del Carmen Polo y Martínez-Valdés；1900年6月11日—1988年2月6日），是西班牙元首弗朗西斯科·佛朗哥的夫人，在弗朗西斯科·佛朗哥独裁时期她作为元首夫人在西班牙有着举足轻重的影响力。1975年，在佛朗哥去世后，西班牙国王胡安·卡洛斯一世给了她足够的财产和房产养老。1988年因为支气管肺炎去世。

卡門·波羅作為梅拉斯領主的紋章 (1975-1988)